# Ossuaire de Douaumont
Ossuaire de Douaumont (da.: Benhuset) er en nekropol for faldne soldater, der kæmpede ved Verdun i Frankrig under 1. verdenskrig.
Slaget ved Verdun indledtes som en tysk offensiv den 21. februar 1916, og sluttede i december s.å. efter 300 dage og nætters kamp. Ved slaget mistede 542.000 franske soldater livet, og de tyske tab var 434.000 faldne. Der blev affyret omkring 26 millioner artillerigranater.
Monumentet, der blev indviet i 1932, består af en lang klosteragtig bygning, hvori opbevares resterne af 130.000 faldne soldater. På den enorme kirkegård udenfor, ligger omkring 15.000 faldne, både franske og tyske.
Mange sønderjyder var tvunget i krig på tysk side, hvilket har betydet, at også mange danskere siden har besøgt kirkegården for at mindes familiemedlemmer, der faldt i krigen.